# Saint Jude Thaddée (van Dyck)
Pour les articles homonymes, voir Saint Jude Thaddée.
Saint Jude Thaddée est un tableau réalisé par le peintre flamand Antoine van Dyck vers 1618-1620. De format vertical, cette huile sur bois est une peinture chrétienne qui représente Jude à la façon d'un portrait en buste devant un fond neutre. Elle figure l'apôtre en vieil homme barbu levant les yeux au Ciel alors qu'il tient un livre de la main droite. Léguée par Louis La Caze en 1869, l'œuvre fait partie des collections du musée du Louvre, à Paris. Elle se trouve depuis 1926 en dépôt au musée de la Cour d'Or, à Metz, en Moselle.